# Nokomis (Wisconsin)
Nokomis es un pueblo ubicado en el condado de Oneida en el estado estadounidense de Wisconsin. En el Censo de 2010 tenía una población de 1.371 habitantes y una densidad poblacional de 14,34 personas por km².

## Geografía
Nokomis se encuentra ubicado en las coordenadas 45°36′21″N 89°43′55″O / 45.60583, -89.73194. Según la Oficina del Censo de los Estados Unidos, Nokomis tiene una superficie total de 95.62 km², de la cual 84.74 km² corresponden a tierra firme y (11.37%) 10.88 km² es agua.

## Demografía
Según el censo de 2010, había 1.371 personas residiendo en Nokomis. La densidad de población era de 14,34 hab./km². De los 1.371 habitantes, Nokomis estaba compuesto por el 98.76% blancos, el 0% eran afroamericanos, el 0.15% eran amerindios, el 0.22% eran asiáticos, el 0% eran isleños del Pacífico, el 0.22% eran de otras razas y el 0.66% pertenecían a dos o más razas. Del total de la población el 0.66% eran hispanos o latinos de cualquier raza.